# Доброе (Малоритский район)
Доброе (бел. До́брае) — деревня в Ореховском сельсовете Малоритского района Брестской области Республики Беларусь.

## Происхождение
Хутор (с 1957 года — деревня) Доброе по одной версии назван по фамилии владельца; по другой, как говорят старожилы, название пошло по плодородным, богатым землям, что окружали селение.

## Население
- 2009 год — 22 человек
- 2019 год — 17 человек